# Terrence Boyd
Terrence Anthony Boyd (ur. 16 lutego 1991 w Bremie) – amerykański piłkarz występujący na pozycji napastnika.

## Kariera klubowa
Boyd jest synem Niemki i Amerykanina. Jako junior grał w klubach 1. FC Burg, TSV Lesum-Burgdamm, SC Weyhe, LTS Bremerhaven oraz FC Bremerhaven. Na początku 2009 roku przeszedł do rezerw Herthy Berlin, grających w Regionallidze Nord. Przez 2,5 roku rozegrał tam 44 spotkania i zdobył 15 bramek.
W 2011 roku Boyd odszedł do rezerw Borussii Dortmund, także występujących w Regionallidze Nord. W sezonie 2011/2012 z 20 bramkami został wicekrólem strzelców tych rozgrywek.
W połowie 2012 roku podpisał kontrakt z austriackim Rapidem Wiedeń. W 2014 przeszedł do RB Leipzig.
W 2017 roku Boyd podpisał kontrakt z SV Darmstadt 98.
5 lutego 2019 roku podpisał kontrakt z kanadyjskim klubem - Toronto FC. Kwota transferu nie została ujawniona. 

## Kariera reprezentacyjna
W reprezentacji Stanów Zjednoczonych Boyd zadebiutował 29 lutego 2012 roku w wygranym 1:0 towarzyskim meczu z Włochami.